# Gli uomini, che mascalzoni! (1932.)
Gli uomini, che mascalzoni... (hr. Muškarci, kakvi nitkovi...) je talijanska crno-bijela filmska komedija snimljena 1932. u režiji Marija Camerinija. Radnja je smještena u Milanu, a protagonist, koga tumači Vittorio De Sica je mladi taksist koji nastoji osvojiti lijepu prodavačaicu Mariuccu (čiji lik tumači Lya Franca). Uomini je predstavljao jedan od prvih talijanskih zvučnih ostvarenja snimanih na lokacijama umjesto u studiju, i danas se često navodi kao jedno od najautentičnijih svjedočanstava o Milanu na početku 1930-ih. Postigao je izuzetan uspjeh i od De Sice učinio veliku glumačku zvijezdu. Također je predstavljao jedan od najvažnijih uzore za međuratne talijanske filmove poznate kao "bijeli telefoni" i protiv koje je kasnije De Sica kao redatelj pokrenuo reakciju u obliku neorealističkog pokreta. Današnjim generacijama je, međutim, daleko poznatiji po pjesmi Parlami d'amore Mariù koja je postala jedan od najvećih evergrina talijanske glazbe.
Godine 1953. je snimljen remake pod istoimenim nazivom.